# Valleiry
Pour les articles ayant des titres homophones, voir Valéry, Valéry et Vallery (homonymie).
Valleiry est une commune française située dans le département de la Haute-Savoie, en région Auvergne-Rhône-Alpes.

## Géographie

### Situation
Situé en Haute-Savoie à proximité de Genève, d'Annecy et de Valserhône, Valleiry comme beaucoup de villages frontaliers de Genève a connu une très forte urbanisation ces dernières années. Sa population a quadruplé en 40 ans.

#### Climat
Le climat y est de type montagnard.

#### Voies de communication et transports

##### Transport ferroviaire
La gare SNCF de Valleiry est une gare ferroviaire française située sur la ligne Longeray-Léaz au Bouveret entre les gares ouvertes de Bellegarde et de Saint-Julien-en-Genevois.  Elle est desservie par les TER Auvergne-Rhône-Alpes  en provenance d'Évian-les-Bains ou  Saint-Gervais-les-Bains-Le Fayet et à destination de Bellegarde, de Lyon Part-Dieu ou de Lyon-Perrache.

##### Transports en commun
Outre la desserte des trains, la commune est desservie par la ligne de bus N des Transports publics genevois (TPG). Elle relie la commune à Saint-Julien-en-Genevois.

## Urbanisme

### Typologie
Au 1er janvier 2024, Valleiry est catégorisée bourg rural, selon la nouvelle grille communale de densité à sept niveaux définie par l'Insee en 2022.
Elle appartient à l'unité urbaine de Valleiry, une unité urbaine monocommunale constituant une ville isolée,. Par ailleurs la commune fait partie de l'aire d'attraction de Genève - Annemasse (partie française), dont elle est une commune de la couronne,. Cette aire, qui regroupe 158 communes, est catégorisée dans les aires de 700 000 habitants ou plus (hors Paris),.

### Occupation des sols
L'occupation des sols de la commune, telle qu'elle ressort de la base de données européenne d’occupation biophysique des sols Corine Land Cover (CLC), est marquée par l'importance des territoires agricoles (49,5 % en 2018), en diminution par rapport à 1990 (56,9 %). La répartition détaillée en 2018 est la suivante : 
terres arables (42,3 %), forêts (24,1 %), zones urbanisées (22 %), zones agricoles hétérogènes (6,3 %), zones industrielles ou commerciales et réseaux de communication (4,4 %), prairies (0,9 %).
L'IGN met par ailleurs à disposition un outil en ligne permettant de comparer l’évolution dans le temps de l’occupation des sols de la commune (ou de territoires à des échelles différentes). Plusieurs époques sont accessibles sous forme de cartes ou photos aériennes : la carte de Cassini (XVIIIe siècle), la carte d'état-major (1820-1866) et la période actuelle (1950 à aujourd'hui).

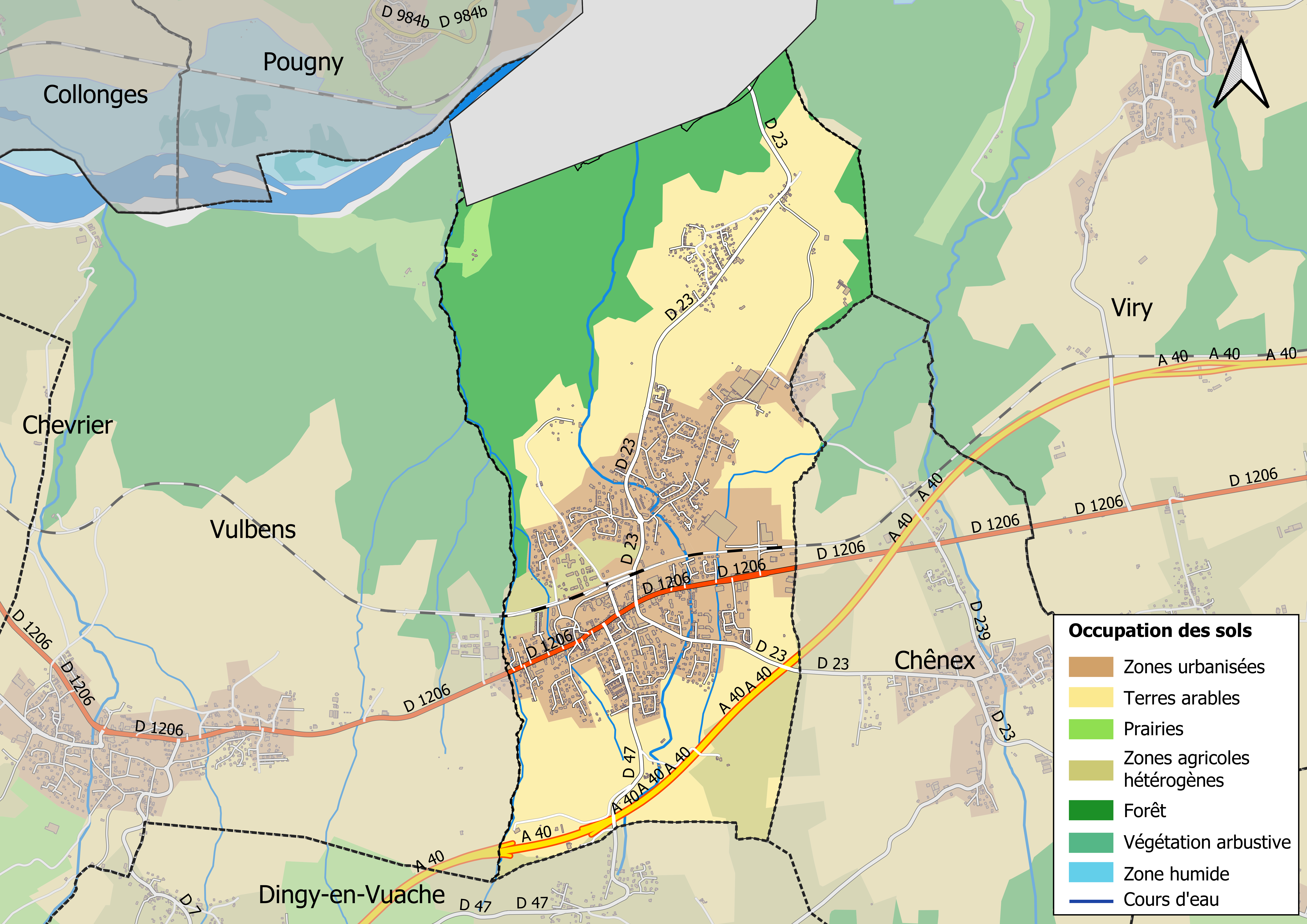
Carte des infrastructures et de l'occupation des sols en 2018 (CLC) de la commune.
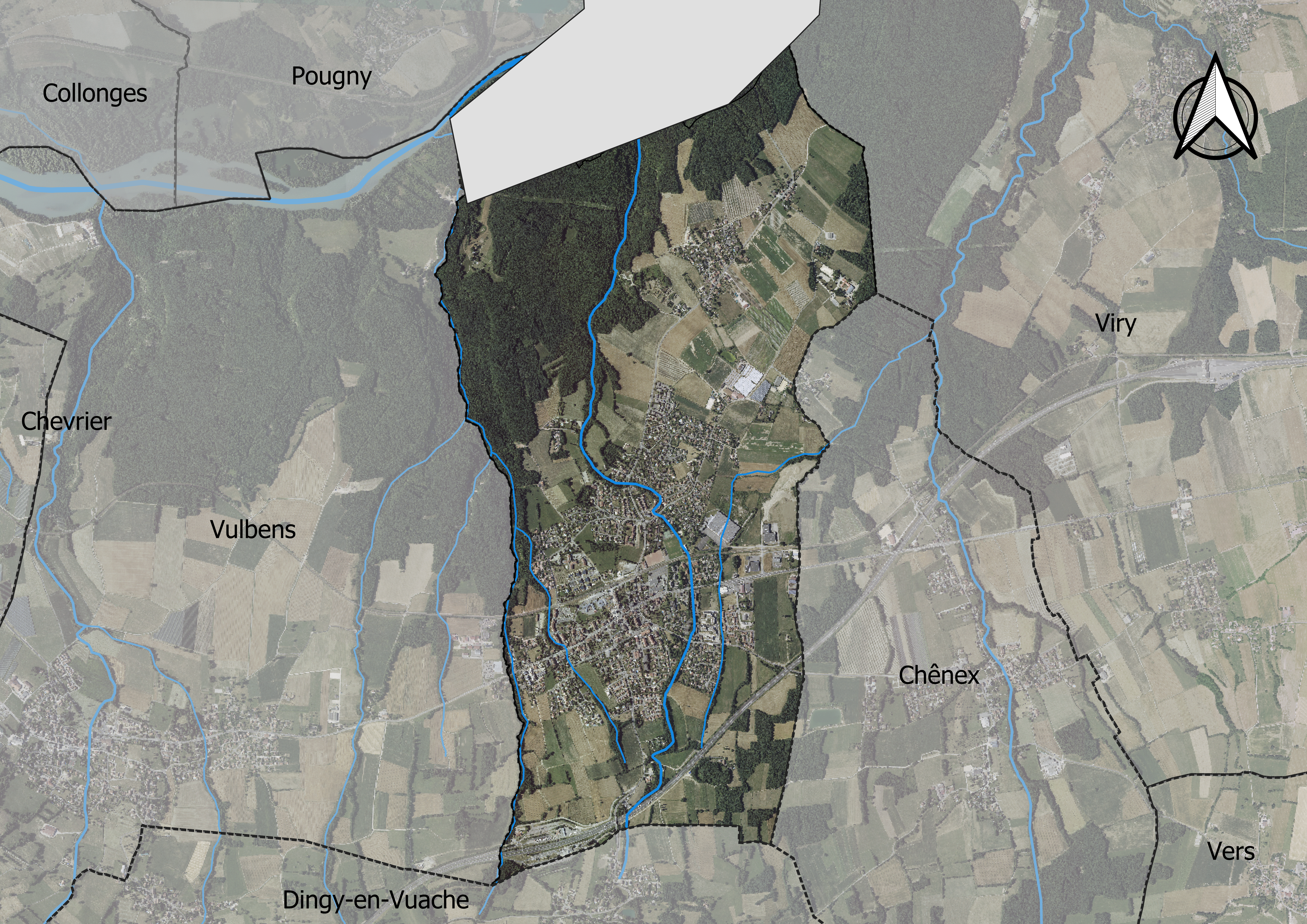
Carte orthophotogrammétrique de la commune.

#### Morphologie urbaine
La commune est composée d'un bourg principal et de plusieurs hameaux.

## Toponymie
Valleiry doit probablement son nom à Vallerius Caïus, fils de Titus, tribun militaire romain de la seconde légion qui avait édifié une villa romaine dans la région.
En francoprovençal, le nom de la commune s'écrit Valéri, selon la graphie de Conflans.

## Histoire
Les Romains de l'époque apportèrent le culte de Jupiter (JO VIS) et le hameau de la Joux aurait été à l'origine construit aux abords d'un temple qui lui aurait été dédié.
Petit village du haut-Genevois sans rôle particulier dans la grande Histoire, dont les revenus étaient propriété des  chapitres de Genève, ballotté pendant la réforme — tantôt catholique, tantôt protestant — Valleiry n'avait qu'une vocation agricole.
En tant que commune, Valleiry n'existe que depuis un édit du roi Charles-Emmanuel III de Sardaigne du 19 décembre 1771. Elle n'avait pas jadis le renom qu'elle a acquis depuis un siècle ; le chemin de fer l'a fait apprécier et lui a apporté de l'aisance en lui donnant une vocation commerciale et artisanale.
Comme le reste du duché de Savoie, la commune devient française en septembre 1792. De 1798 à 1815, Valleiry fait partie du département du Léman dont le chef-lieu est Genève. Après la défaite de Napoléon Ier et le traité de Paris de 1815, le duché de Savoie est restitué au royaume de Sardaigne (à l'exception des quelques communes rattachées au canton de Genève). Aux termes du traité de Turin de 1816, une partie du territoire de la commune (à savoir les hameaux de Matailly et la Joux) est incorporée à la « zone sarde », zone de libre-échange avec la Suisse qui deviendra après 1860 et le rattachement de la Savoie à la France la zone franche de la Haute-Savoie toujours en vigueur aujourd'hui.

## Politique et administration

### Liste des maires
| Période                                  | Période   | Identité               | Étiquette | Qualité                                                                     |
| ---------------------------------------- | --------- | ---------------------- | --------- | --------------------------------------------------------------------------- |
| ?                                        | ?         | Gilbert Fol            |           |                                                                             |
| mars 1989                                | mars 2014 | Marc Favre (1937-2017) | UMP       | Chef d’entreprise retraité, maire honoraire                                 |
| mars 2014                                | mai 2020  | Frédéric Mugnier       | UDI       | Cadre du secteur privé 9e vice-président de la CC du Genevois (2014 → 2020) |
| mai 2020                                 | En cours  | Alban Magnin           | UDI       | Agriculteur 11e vice-président de la CC du Genevois (2020 → )               |
| Les données manquantes sont à compléter. |           |                        |           |                                                                             |

### Jumelages
La ville de Valleiry n'est jumelée avec aucune commune.

## Société et population
Ses habitants sont appelés les Valleiryennes et les Valleiryens.

### Démographie
L'évolution du nombre d'habitants est connue à travers les recensements de la population effectués dans la commune depuis 1793. Pour les communes de moins de 10 000 habitants, une enquête de recensement portant sur toute la population est réalisée tous les cinq ans, les populations de référence des années intermédiaires étant quant à elles estimées par interpolation ou extrapolation. Pour la commune, le premier recensement exhaustif entrant dans le cadre du nouveau dispositif a été réalisé en 2008.

En 2022, la commune comptait 5 090 habitants, en évolution de +12,44 % par rapport à 2016 (Haute-Savoie : +6,01 %, France hors Mayotte : +2,11 %).
| 1793 | 1800 | 1806 | 1822 | 1838 | 1848 | 1858 | 1861 | 1866 |
| ---- | ---- | ---- | ---- | ---- | ---- | ---- | ---- | ---- |
| 263  | 368  | 376  | 375  | 534  | 630  | 649  | 632  | 700  |

| 1872 | 1876 | 1881 | 1886 | 1891 | 1896 | 1901 | 1906 | 1911 |
| ---- | ---- | ---- | ---- | ---- | ---- | ---- | ---- | ---- |
| 632  | 647  | 666  | 683  | 657  | 671  | 676  | 664  | 686  |

| 1921 | 1926 | 1931 | 1936 | 1946 | 1954 | 1962 | 1968 | 1975  |
| ---- | ---- | ---- | ---- | ---- | ---- | ---- | ---- | ----- |
| 670  | 695  | 672  | 689  | 608  | 601  | 762  | 807  | 1 249 |

| 1982  | 1990  | 1999  | 2006  | 2008  | 2013  | 2018  | 2022  | - |
| ----- | ----- | ----- | ----- | ----- | ----- | ----- | ----- | - |
| 1 371 | 1 748 | 2 197 | 2 868 | 3 056 | 3 835 | 4 866 | 5 090 | - |

### Médias
- Télévision locale : TV8 Mont-Blanc.

### Sports et équipements sportifs
- Football :

Fondé en 1947, dans les sous-sols de la mairie de Valleiry, l'Etoile Sportive de Valleiry compte actuellement 330 licenciés, 30 éducateurs, 2 équipes séniors, 1 équipe féminine et 12 équipes jeunes de U7 à U20[Quand ?]. Le club possède 2 terrains de football dont un en herbe et un autre en synthétique.
- Tennis :

Le club local est fondé en 1980 et compte environ 200 membres. Il dispose d'un terrain couvert et de deux terrains en greenset.
- Boules lyonnaises :

La Boule Valleiryenne est fondée en 1909, ce qui en fait la plus vieille société sportive de Haute-Savoie. Elle dispose de 4 jeux couverts (boulodrome), 4 jeux extérieurs (+ le terrain stabilisé du foot), d'une salle de réunion et d'une buvette. Le club de boules compte 60 membres dont 35 licenciés[Quand ?].

## Économie
- Agriculture.
- Artisanat, commerces et agences diverses : 61 unités.
- Centre logistique et technique de la Fédération internationale de l'automobile (FIA) regroupant les activités liées à la Formule 1 : pôle de recherche mécanique, pôle de recherche électronique, plate-forme d'essai de la F1 — l'ensemble des F1 y subissent leurs crash-tests d'homologation[16] — et plate-forme logistique pour les autres championnats.

## Culture locale et patrimoine

### Personnalités liées à la commune
- Les deux frères Émile Chautemps (1850-1918) et Alphonse Chautemps (1860-1944), natifs de la commune, furent députés et sénateurs de la Troisième République. Le fils aîné du premier, Félix Chautemps (1877-1915), lui aussi ancien député de la Savoie, fut inhumé à Valleiry en 1921. Un de ses frères cadets, Camille Chautemps (1885-1963), fut quatre fois président du Conseil, entre 1930 et 1938.

### Lieux et monuments
- Église Saint-Étienne, de style néo-classique du XIXe siècle.

### Héraldique
| Armes de Valleiry | Les armes de Valleiry se blasonnent ainsi : Écartelé ; au I de gueules à la croix d'argent ; au II d'argent à deux clés d'or en sautoir, au III d'argent à deux épis en sautoir accompagnés de trois roses de gueules boutonnées d'or deux sur les flancs et une en pointe ; au IV d'azur à une couronne de douze étoiles d'or. |